# LRP3
LRP3‏ (LDL receptor related protein 3) هوَ بروتين يُشَفر بواسطة جين LRP3 في الإنسان.